# التوقيت الغروبي
التوقيت الغروبي في المملكة العربية السعودية وكذلك في سلطنة عمان،  هو عبارة عن تقسيم العرب يومهم الغروبي إلى 12 ساعة لليل و12 ساعة للنهار،
وقسموا الساعة الواحدة إلى 15 درجة، والدرجة إلى 4 دقائق.
وفي سلطنة عمان يتم استخدام هذا التوقيت حتى يومنا هذا في حسابات الفلك والمطالع وكذلك في الحسابات القمرية والأهلة، كما يستخدم حتى يومنا هذا في توقيت مجاري الري الزراعية (الأفلاج) حيث انها الطريقة الادق والمعتمدة في كثير من ولايات ومحافظات سلطنة عمان حيث يستخدم نظام الري القديم. ويسمونها بالتوقيت العربي.

## سبب تسميته
لأن الناس كانوا يضبطون ساعاتهم على أذان المغرب مع غروب الشمس.

## بداياته
استعمل المسلمون هذا التوقيت لضبط أوقات الصلاة والصيام وقد استمر العمل به في المملكة العربية السعودية حتى عام 1384هـ/1964م في عهد الملك فيصل آل سعود.

## المقصود بالتعشية
كانت الساعات قديمًا تتطلب معايرتها (ضبطها) لكونها تعمل بالطاقة الميكانيكية التي يتم اكتسابها بالتدوير يدويًّا بشكل يومي، كما أنها عرضة للعطب أو العطل المفاجئ.

## عيوبه
من أبرز عيوب التوقيت الغروبي هو اختلاف الساعات وإهمال الناس عملية ضبطها كما أن تحديد الغروب بدقة يخضع للعوامل الجوية.

## ساعة التوقيت الغروبي في المدينة المنورة
بنى دار التوقيت بجوار باب السلام في عهد السلطان العثماني محمود الثاني، وزود المسجد النبوي بأول ساعة ميكانيكية عام 1253هـ ، وفي الوقت الحالي توجد ساعة حائطية في المسجد النبوي منذ عام 1370هـ وتعاير يوميًّا ويدويًّا.